# مجموعة موندليز الدولية
مجموعة موندليز الدولية (Mondelēz International) (كانت تعرف سابقا بشركة كرافت فودز) هي شركة أمريكية متعددة الجنسيات لصناعة المواد الغذائية حاضرة بقوة في صناعة البسكويت والشوكولاتة التي تُوزع في العديد من البلدان بجميع أنحاء العالم.
تعتبر الشركة من خلال حجم مبيعاتها، ثاني أكبر شركة عالمية في صناعة المواد الغذائية، كانت فرعاً لمجموعة ألتريا الأمريكية الغذائية للدخان (والتي كانت تدعى سابقا شركة فيليب موريس للصناعات) إلى غاية 30 مارس 2007، تم تغيير ٱسم شركة كرافت فودز إلى مجموعة موندليز الدولية بعد عملية إعادة تنظيم الأعمال التجارية أو ما يسمى انقسام تنظيم الشركة في أمريكا الشمالية، لتصبح شركة مستقلة عن شركة كرافت فودز.
ويقع مقر المجموعة العالمية في ديرفيلد الضاحية الشمالية من شيكاغو، تحت رئاسة إيرين روزنفيلد. تبيع المجموعة منتجاتها في حوالي 165 دولة كما تتوفر على عدة مرافق للتصنيع والتجهيز في 58 بلدا.

## التاريخ
تعود أصول مجموعة موندليز الدولية إلى شركة الألبان الوطنية التي تأسست في 10 ديسمبر 1923 على يد توماس إتش ماكينيرني وإدوارد إي، وتخصصت في صناعة وبيع الآيس كريم في الولايات المتحدة الأمريكية. استحوذت شركة الألبان الوطنية في عام 1930 على شركة كرافت فينيكس المصنعة للجبن الكريمي المعروف بجبن فيلادلفيا، وتحول اسم الشركة إلى كرافت فودز.
استحوذت شركة كرافت فودز في 19 يناير 2010 على شركة كادبوري البريطانية لمنتجات الشوكولاتة مقابل 11.5 مليار جنيهًا إسترلينيًا.
أعلنت شركة كرافت فودز في أغسطس 2011 عن خطط انقسامها إلى شركتين عامتين هما شركة موندليز الدولية للوجبات الخفيفة، وشركة كرافت فودز للمنتجات الغذائية في أمريكا الشمالية التي اندمجت في وقت لاحق مع شركة هاينز ليكونا معًا شركة كرافت هاينز للمنتجات الغذائية.

## المنتجات
تصنع مجموعة موندليز الدولية العديد من المنتجات الغذائية مثل منتجات الشوكولاتة والكعك والبسكويت والعلك والحلوى والمشروبات. وتمتلك عددًا من العلامات التجارية تقدر قيمتها بمليارات الدولارات من بينها:

### منتجات البسكويت
- توك
- أوريو
- بلفيتا
- إل يو
- بيك فرينز
- ترايسكويت
- كلوب سوشيال
- سور باتش كيدز
- بارني
- سفن دايز

### منتجات الشوكولاتة
- ميلكا
- توبليرون
- كوت دور
- كادبوري
- جرين أند بلاكس
- فرايز
- مارابو
- ليكتا
- فريا

### منتجات العلك والسكاكر
- ترايدنت
- تشكلتس
- هولز
- سترايد
- جيلو

بالإضافة إلى العلامة التجارية تانج للمشروبات سريعة التحضير.

## الإيرادات
تبلغ إيرادات مونديليز السنوية حوالي 26 مليار دولارًا أمريكيًا وقد احتلت في عام 2018 المرتبة رقم 117 بين أكبر الشركات الأمريكية من حيث إجمالي الإيرادات ضمن قائمة فورتشن 500 السنوية التي نشرتها مجلة فورتشن الأمريكية.